# Philippe Prévost
Pour les articles homonymes, voir Prévost.
Philippe Prévost, né le 23 février 1935 au Havre, est un historien et essayiste français.

## Biographie
Philippe Prévost a fait des études de droit à Paris, études couronnées par une licence et par un diplôme d'études supérieures de droit romain et d'histoire du droit. En 1982, il entreprend une licence d'histoire. Il traite comme sujet de maîtrise les « relations franco-canadiennes de 1896 à 1911 » ce qui lui permet de souligner le rôle joué par Wilfrid Laurier dans la mise en œuvre de l'Entente cordiale. Il a soutenu en 1994 une thèse sur les « relations franco-canadiennes de 1918 à 1944 » à l'université Paris-IV. Sa thèse a été accueillie « comme une contribution de premier ordre à l'étude des relations entre le Canada français et la France ».
Intéressé par les droites en France et, en particulier, le royalisme, on lui doit notamment La Croix, la croix gammée et les fleurs de lys.
De même, il est l'auteur d'études sur le Ralliement, sur la condamnation de l'Action française par le Vatican et il a consacré deux ouvrages aux rapports entre la France et le Canada au sujet des nominations épiscopales et sur leurs relations après les deux guerres mondiales.
Ses travaux sont parfois réédités par les Éditions Kontre Kulture du site polémique d'Égalité et Réconciliation.
Phillipe Prévost réalise des interviews pour des médias catholiques traditionalistes ou encore le journal d'extrême droite Rivarol.

## Publications
- La France et le Canada : d'une après-guerre à l'autre (1918-1944), Saint-Boniface (Manitoba), Éditions du Blé, 1994.
- La France et les nominations épiscopales au Canada de 1921 à 1940, Saint-Boniface (Canada), les Éditions du Blé ; Paris, Librairie canadienne, 1995.
- La condamnation de l'Action française vue à travers les archives du Ministère des affaires étrangères, Paris, La Librairie canadienne, 1996 (rééd. Kontre Kulture, 2018).
- La Croix, la croix gammée et les fleurs de lys, Paris, Centre d'études contemporaines, 1999.
- L'Église et le ralliement. Histoire d'une crise (1892-2000), Paris, Centre d'études contemporaines, (réédité chez les Éditions Kontre Kulture en 2010) 2001.
- La France et l'origine de la tragédie palestinienne (1914-1922), Paris, Centre d'études contemporaines, 2003.
- Un centenaire trompeur (1905-2005), Paris, CEC, 2005.
- Le temps des compromis : mai-décembre 1940 (préf. François-Georges Dreyfus), Paris, CEC/Duquesne, 2005.
- Un centenaire trompeur. La laïcité en question, Versailles, Éditions de Paris, 2006.
- Autopsie d'une crise politico-religieuse : la condamnation de l'Action française (1926-1939), Paris, La Librairie Canadienne, 2008.
- La France et la déclaration Balfour, Paris, Érick Bonnier, 2018.
- L'humiliation dans l'histoire, Paris, CEC, 2018.
- La chance au risque de l'Histoire, Paris, CEC, 2021.
- La Révolution franciscaine, éd. des Cimes, 2022.
- Vraie et fausse laïcité, Paris, éd. d'Action française, 2024.